# Kentucky Derby 1921
Kentucky Derby 1921 var den fyrtiosjunde upplagan av Kentucky Derby. Löpet reds den 7 maj 1921 över 1 1⁄4 miles (2 012 m). Löpet vanns av Behave Yourself som reds av Charles Thompson och tränades av Herbert J. Thompson.
Förstapriset i löpet var 38 450 dollar. Tolv hästar deltog i löpet efter att hästarna Billy Barton, Grey Lag och Firebrand strukits innan löpet.

## Resultat
| P  | S  | Häst            | Jockey            | Tränare                 | Ägare                | Tid     |
| -- | -- | --------------- | ----------------- | ----------------------- | -------------------- | ------- |
| 1  | 1  | Behave Yourself | Charles Thompson  | Herbert J. Thompson     | Edward R. Bradley    | 2:04.20 |
| 2  | 7  | Black Servant   | Lawrence Lyke     | Herbert J. Thompson     | Edward R. Bradley    |         |
| 3  | 2  | Prudery         | Clarence Kummer   | James G. Rowe Sr.       | Harry Payne Whitney  |         |
| 4  | 10 | Tryster         | Frank Coltiletti  | James G. Rowe Sr.       | Harry Payne Whitney  |         |
| 5  | 3  | Careful         | Frank Keogh       | Eugene Wayland          | Walter J. Salmon Sr. |         |
| 6  | 5  | Coyne           | Mack Garner       | Charles C. Van Meter    | Harned Bros.         |         |
| 7  | 4  | Leonardo II     | Andy Schuttinger  | Kimball Patterson       | Xalapa Farm Stable   |         |
| 8  | 12 | Uncle Velo      | Earl Pool         | Will Perkins            | George F. Baker      |         |
| 9  | 11 | Bon Homme       | Clifford Robinson | Kimball Patterson       | Xalapa Farm Stable   |         |
| 10 | 6  | Planet          | Henry King        | Will Buford             | Hal Price Headley    |         |
| 11 | 8  | Star Voter      | Lavelle Ensor     | Henry McDaniel          | J. K. L. Ross        |         |
| 12 | 9  | Muskallonge     | George W. Carroll | Albert B. "Alex" Gordon | H. C. "Bud" Fisher   |         |

Segrande uppfödare: Edward R. Bradley (KY)